# Anna Fabricius
Anna Fabricius Hansen (født 17. april 1980) er en dansk skuespiller.
Hansen er uddannet fra Statens Teaterskole i 2005.

## Filmografi
- Istedgade (2006)
- Preludium (2008)
- Profetia (2009)
- Noget i luften (2011)